# Jarmund/Vigsnæs Arkitekter
Jarmund/Vigsnæs AS Arkitekter ist eine norwegische Architekturfirma mit Sitz in Oslo.

## Entwicklung der Firma
Die Aktiengesellschaft Jarmund/Vigsnæs AS wurde 1996 von Einar Jarmund und Håkon Vigsnæs gegründet. Seit 2004 ist Alessandra Kosberg die dritte Partnerin. Die Spannweite ausgeführter Arbeiten erstreckt sich von Hütten und Einfamilienhäusern bis hin zu großen öffentlichen Bauten. Der Stil wird von den Kritikern als „supermodern“ bis „neuminimalistisch“ gekennzeichnet. 2007 wurden die Arbeiten des Architekturbüros bei der Architekturbiennale São Paulo ausgestellt.

## Bauten (Auswahl)
- 2012: Apartmenthotel im Myrkdalen nördlich von Voss (Norwegen).
- 2012: Zweifamilienhaus in Oppdal, Norwegen.
- 2011: Dünenhaus in Suffolk, England[1]
- Turnhalle und Sportzentrum Hagaparken in Vänersborg, Västra Götalands län, Schweden
- Nationale Wanderwege auf den Lofoten in Norwegen
- Jugendzentrum von Dønning am Gimsøystraumen auf den Lofoten
- Einfamilienhaus Moloveien 28, Ålesund, Dänemark
- Wohnungen und Hotel Noria Moria am Norefjell, Norwegen
- 2001: Umbau der Architektur- und Designhochschule Oslo im früheren Werkstattgebäude der Osloer Elektrizitätswerke
- Umbau des Transformatorengebäudes in Bærum bei Oslo in die Galerie Trafo nebst Café
- Umbau eines Verwaltungsgebäudes auf der Festungshalbinsel Akershus in Oslo als Verteidigungsministerium, zusammen mit den Architekten ØKAW
- 2005: Spitzbergener Forschungspark in Longyearbyen, Spitzbergen
- Umbau einer früheren Fabrik zu Studentenwohnungen in Leiden, Niederlande
- 2002: Wiederaufbau nach einem Brand des Turtagrø Hotel in Luster, Norwegen
- 2002: Det Røde Hus, Einfamilienhaus in Røa in Oslo
- Hochschule Molde
- 2000: Renovierung und Umbau des Vestkantbadet in Oslo
- 1999: Verkehrszentrale für Kvitsøy, Norwegen
- Hauptverwaltung der norwegischen Telefongesellschaft Telenor in Fornebu, Großraum Oslo
- 1998: Einfamilienhaus im Fiolvegen 6 in Asker, Norwegen
- 1997: Wiederaufbau nach Brand des Verwaltungsgebäudes des Gouverneurs von Spitzbergen
- 1997: Kombiniertes Wohn- und Atelierhaus im Langoddveien 111 in Snarøya, Norwegen
- Washington Pass Visitor Center im Okanogan National Forest, Washington (Bundesstaat), USA

## Preise und Auszeichnungen
- 2001: Ar+d Award für den Entwurf zum Wiederaufbau der Gouverneursveraltung in Spitzbergen
- 2003: Houens fonds diplom für den Umbau der Architektur- und Designhochschule Oslo

## Einar Jarmund
Jarmund (* 20. April 1962 in Oslo) schloss die Architekturhochschule in Oslo 1987 ab und erwarb den Grad des Master 1989 an der University of Washington in Seattle, Washington, USA. Er hatte sein eigenes Architekturbüro in Seattle bis 1992 und arbeitete danach bei Architekten in Seattle und in Oslo. 1994 ging er eine erste Architektengemeinschaft in Oslo ein, bis er sich dann 1996 mit Håkon Vigsnæs zusammenschloss.
Jarmund ist im Vorstand der Osloer Architektenvereinigung tätig.

## Håkon Vigsnæs
Vigsnæs (* 5. Mai 1962 in Oslo) schloss die Architekturhochschule in Oslo 1988 ab und ging dann an die Architectural Association School of Architecture in London. Er hielt Vorlesungen an seiner Alma Mater und war Gastdozent an der Washington University in St. Louis, Missouri, USA. Er arbeitete als Angestellter bei Sverre Fehn und Hagen Arkitekter, bevor er 1993 sein eigenes Büro aufmachte und sich 1996 mit Einar Jarmund zusammenschloss.
Vigsnæs ist im Vorstand der Osloer Architektenvereinigung.

## Alessandra Kosberg
Kosberg (* 27. August 1967 in Oslo) schloss die Architekturhochschule in Oslo 1994 ab. Seit 1997 arbeitete sie bei Jarmund/Vigsnæs und wurde dort 2004 Partner.